# Michel Sulajmán
Michel Sulajmán (arabsky ميشال سليمان‎; narozen 21. listopadu 1948) je libanonský politik a voják, který byl v letech 2008 až 2014 libanonským prezidentem. Předtím působil v generálské hodnosti jako náčelník Libanonských ozbrojených sil, kde v roce 1998 nahradil Emila Lahúda, jenž se stal v listopadu téhož roku prezidentem. O deset let později jej oficiálně vystřídal i v nejvyšší ústavní funkci hlavy státu.

## Biografie
Narodil se v severní části země ve městě Amšit. V říjnu 1967 narukoval do armády, kde v roce 1970 ukončil vojenskou akademii s hodností podporučíka. Na libanonské univerzitě získal bakalářský diplom z politologie. Je ženatý s Wafaou Sulajmánovou, společně mají tři děti. Rodnou řečí je arabština, plynně hovoří také anglicky a francouzsky.

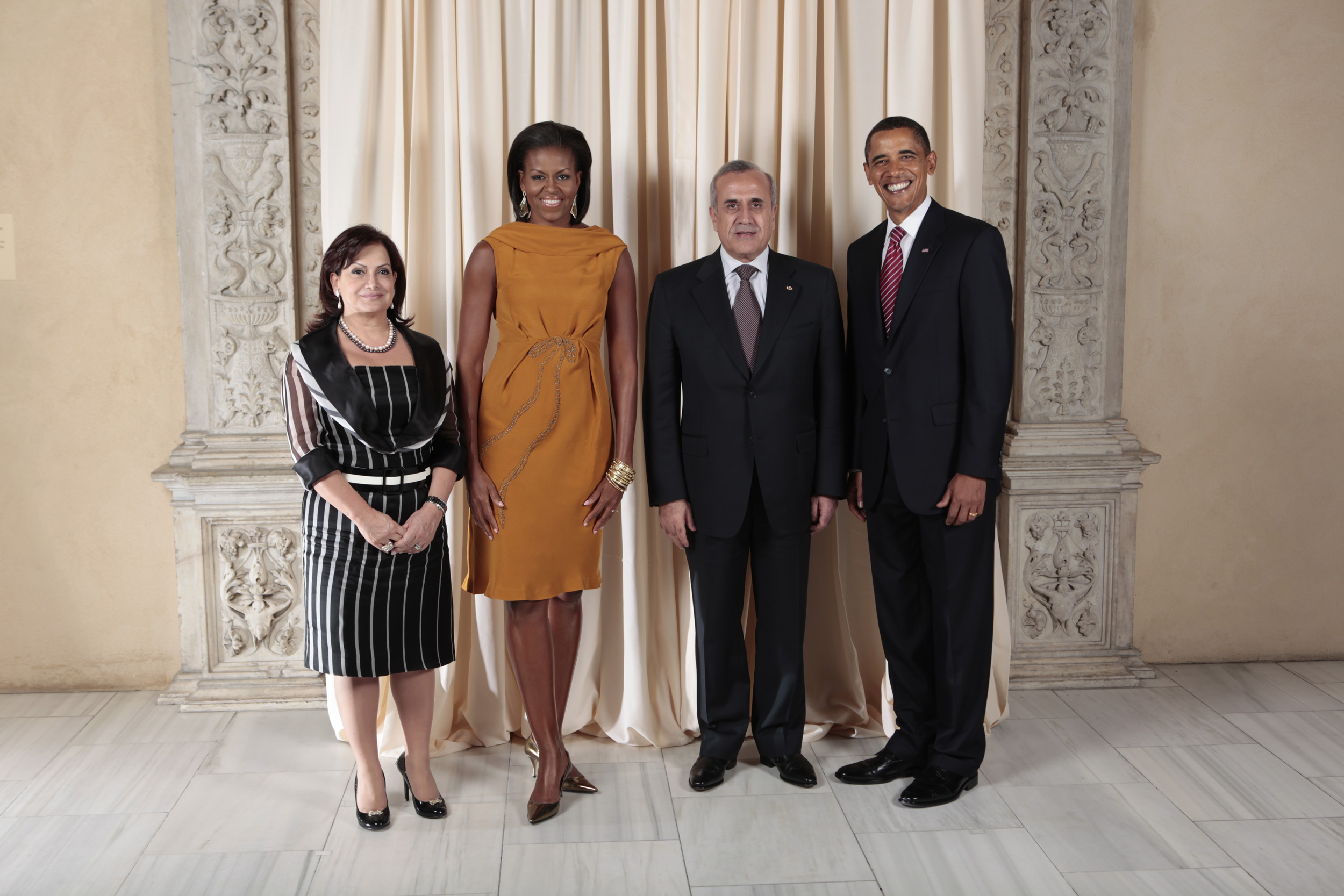
S americkým prvním párem Barackem a Michelle Obamovými.

Jeho kredit neutrální osobnosti stoupl v roce 2005, když po únorovém atentátu na předsedu vlády Rafíka Harírího odmítl vydat souhlas k armádnímu zásahu proti demonstrantům vinícím z politikovy smrti Sýrii. Ozbrojené síly Sýrie, které byly na libanonském území přítomné dvacet devět let, se po těchto nepokojích ze země stáhly. V roce 2007 armáda pod jeho velením zaznamenala úspěch u Nahr Báridu, kde porazila bojůvky teroristického islamistického hnutí Fatah al-Islám.
Prezidentskou přísahu složil 25. května 2008, kdy země procházela dlouhodobou vnitropolitickou krizí. Lahúdovi vypršel mandát již v listopadu 2007. Rozdělená politická scéna na novém prezidentovi shodla až v květnu 2008. Podle ústavy tak v mezidobí pravomoci přešly na předsedu vlády Fuáda Sinioru, jenž zastával funkci úřadujícího prezidenta. Sulajmánův prezidentský mandát vypršel v květnu 2014 a od té doby by prozatímním prezidentem premiér Tammám Salám. Po dvou letech politické krize, kdy zastupoval stále prázdný mandát prezidenta premiér Tammám Salám, byl v roce 2016 do funkce prezidenta jmenován generál Michel Aoun, zakladatel Volného vlasteneckého hnutí.